# BOXING樂團
BOXING（拳）是台灣首支原住民拉丁饒舌樂團，以拉丁、搖滾、嘻哈、融合風格為主。六位成員是由屏東排灣族的3對兄弟組成，具有拳擊選手的背景。原名「SE樂團」，2010年正式成軍以來多在各大音樂節場合演出。2012年在歌手張惠妹的賞識發掘之下，成為AMeiZING世界巡迴演唱會唯一九場的表演嘉賓樂團。
2014年10月31日同步發行排灣語專輯《野生Boxing》和中文專輯《Boxing》，並以《野生Boxing》專輯入圍第26屆金曲獎最佳原住民語歌手獎及最佳原住民語專輯獎，《Boxing》入圍第26屆金曲獎最佳新人獎及最佳樂團獎，最後獲得最佳新人獎。
2016年3月18日上映的電影《只要我長大》中，鼓手曉龍飾演男配角杜曉龍，並獲得第18屆台北電影節最佳新演員獎。其餘樂團成員也參與電影客串演出，這是他們的首部電影作品。

### 軼事
- 2008年 - 鼓手曉龍和高喬中參與《第四屆超級星光大道》一對一踢館賽，以Soler<陌生人>(14分)一曲對戰張心傑演唱張信哲<別怕我傷心>(17分)。
- 2010年 - Bass手洛克斯以國手身份前往泰國參加泰拳比賽，贏得佳績。

### 現任成員
| 藝名   | 中文名 | 原名（排灣語） | 位置   | 生日  |
| 葛西瓦 | 黃克雄 | Kasiwa         | 主唱   | 07/13 |
| 好樂迪 | 黃克強 | Jaljan         | 主唱   | 10/17 |
| 阿六   | 杜王雄 | Luwa           | 電吉他 | 06/23 |
| 曉明   | 柯曉明 | Kuljelje       | 電吉他 | 02/15 |
| 洛克斯 | 杜凱文 | Kaku           | 貝斯   | 02/02 |
| 曉龍   | 柯曉龍 | Mudi           | 鼓手   | 12/03 |

## 音樂作品

### 專輯
| #   | 專輯資料                                                       | 曲目 |
| 1st | 《野生BOXING》 - 發行日期：2014年10月31日 - 唱片公司：環球音樂 | 曲目 1. Tiyamen 我們 2. Katipu 使命 3. Ilangzei 山上拉釘人 4. Timatju 她 5. Masalut na se pucunuk 文樂豐年祭 6. Niyavuvu a papazeac 祖先的叮嚀                                            |
| 2nd | 《BOXING》 - 發行日期：2015年5月15日 - 唱片公司：環球音樂      | 曲目 1. 山上拉釘人 2. Timatju 她 3. 拳擊手洛克斯 4. 強心臟 5. 思故鄉 6. VuVu的天空 7. 心跳動 8. 記憶 9. 洛杉磯 10. 文樂豐年祭                                                             |
| 3rd | 《不簡單》 - 發行日期：2016年12月22日 - 唱片公司：環球音樂     | 曲目 1. Patagilj 2. Woo Nothing 3. 獵人與兇手 4. 我愛你BEACH 5. 有機妹 6. 毒梟 7. 咬人貓 8. 巫露瑪（ft.范曉萱） 9. 我想帶妳回家（ft.張惠妹、動力火車） 10. 不簡單 11. 窮開心 12. 回家的路 |

## 演出作品

### 電影
| 上映時間      | 電影名稱   | 演出團員   | 飾演角色   | 合作演員               |
| ------------- | ---------- | ---------- | ---------- | ---------------------- |
| 2016年3月16日 | 只要我長大 | 曉龍       | 林曉龍     | 黃瀞怡、高靖榕、葉瑋庭 |
| 2016年3月16日 | 只要我長大 | BOXING樂團 | BOXING樂團 | 黃瀞怡、高靖榕、葉瑋庭 |

## 演唱經歷
- 2011 貢寮海洋音樂季
- 2011 大彩虹音樂節
- 2011 屏東縣牡丹鄉野薑花音樂祭
- 2011 墾丁春浪音樂節
- 2011 香港Rock Motel Rolling X’Mas Party
- 2012 貢寮海洋音樂祭
- 2012 張惠妹AMeiZING世界巡迴演唱會
- 2012 喲嘎迷笛音樂節
- 2012 大彩虹音樂節
- 2012 張芸京TICC我陪你演唱會
- 2012 屏東縣牡丹鄉野薑花音樂祭
- 2013 台北野台開唱
- 2013 貢寮海洋音樂祭
- 2013 大彩虹音樂節
- 2013 屏東縣牡丹鄉野薑花音樂祭
- 2014 大彩虹音樂節
- 2014 貢寮海洋音樂祭
- 2014 新加坡春浪音樂節
- 2014 上海簡單生活節
- 2015 張惠妹烏托邦世界巡城演唱會 台北首演
- 2015 第26屆金曲獎頒獎典禮
- 2016 金曲國際音樂節
- 2017 臺北世大運
- 2017 Hit Fm頒獎典禮
- 2018 超級巨星紅白藝能大賞
- 2018 貢寮海洋音樂祭
- 2019 新北市河海音樂季

## 獎項紀錄

### 樂團
- 2008 YAMAHA全國熱門音樂大賽網路最佳人氣團
- 2009 麻里巴全省原住民音樂大賽冠軍
- 2010 麻里巴全省原住民音樂大賽冠軍
- 2010 原BAND大賞亞軍
- 2010 行政院原創流行音樂大賽首獎(敗壞社會)現場表演獎
- 2011 貢寮海洋音樂季-海洋大賞
- 2011 墾丁春浪音樂節-春浪大賞亞軍
- 2015 第26屆金曲獎最佳新人獎

### 個人
- 2016 柯曉龍 第18屆台北電影獎最佳新演員獎

## 相關網站
- Boxing（拳）（页面存档备份，存于）
- BOXING樂團的Instagram帳戶